# Формула-1 — Гран-прі Італії 2025
Гран-прі Італії 2025 (офіційно — Formula 1 Pirelli Gran Premio d’Italia 2025) — автоперегони чемпіонату світу з Формули-1, які відбудуться 7 вересня 2025 року. Гонка буде проведена на автодромі Монца в Монці, Італія. Це шістнадцятий етап Чемпіонату світу, дев'яносто п'яте Гран-прі Італії в історії та сімдесят шосте в рамках Чемпіонату світу з Формули-1.

## Розклад (UTC+3)
| Дата      | Подія           | Час           |
| --------- | --------------- | ------------- |
| 5 вересня | Вільний заїзд 1 | 14:30 - 15:30 |
| 5 вересня | Вільний заїзд 2 | 18:00 - 19:00 |
| 6 вересня | Вільний заїзд 3 | 13:30 - 14:30 |
| 6 вересня | Кваліфікація    | 17:00 - 18:00 |
| 7 вересня | Перегони        | 16:00         |
| Джерело:  |                 |               |